# Нейротрансмиссия

Пресинаптический нейрон выделяет медиатор, активирующий рецепторы на постсинаптической клетке

Синапти́ческая переда́ча (также называемая нейропереда́ча) — электрические движения в синапсах, вызванные распространением нервных импульсов. Каждая нервная клетка получает нейромедиатор из пресинаптического нейрона или из терминального окончания или из постсинаптического нейрона или дендрида вторичного нейрона и посылает его нескольким нейронам, которые повторяют данный процесс, таким образом, распространяя волну импульсов до тех пор, пока импульс не достигнет определенного органа или специфической группы нейронов.
Нервные импульсы необходимы для распространения сигналов. Эти сигналы посылаются к органам или частям тела и исходят из центральной нервной системы через эфферентные и афферентные нейроны для координации гладких, скелетных и сердечных мышц, секреции желез и функционирования органов, важных для долгосрочного выживания многоклеточных позвоночных организмов, таких как млекопитающие.
Нейроны образуют нейронные сети, по которым передаются нервные импульсы. Каждый нейрон образует не менее 15 000 соединений с другими нейронами. Нейроны не соприкасаются друг с другом; они образуют точки соприкосновения, называемые синапсами. Нейроны передают информацию с помощью нервного импульса. Когда импульс нейрона достигает синапса, это приводит к выделению медиаторов, которые влияют на другие клетки, приводя к торможению или возбуждению. Следующий нейрон может соединяться с множеством других нейронов, и если возбуждающие процессы превалируют над угнетающими, то будет развит потенциал действия в основании аксона, таким образом передавая информацию к следующему нейрону, приводя к памяти или действию.

## Конвергенция и дивергенция
Синаптическая передача включает как конвергенцию, так и дивергенцию информации. Конвергенция — объединение сигналов множественных входов на одном нейроне. При дивергенции стимулы, поступающие к нервному волокну по одному, возбуждают гораздо большее число нервных волокон.
Сначала на один нейрон влияют многие другие, приводя к конвергенции информации на входе. Потом нейрон отвечает, сигнал посылается множеству других нейронов, приводя к дивергенции на выходе. Этот нейрон воздействует на многие другие нейроны.

## Синаптическая сопередача
Синаптическая сопередача — высвобождение нескольких нейромедиаторов из одного нервного окончания. Синаптическая сопередача реализует более сложные эффекты на постсинаптических рецепторах, таким образом реализуя более сложные взаимодействия между нейронами.
В современной нейробиологии нейроны обычно классифицируются по их комедиатору, например, стриарные ГАМКергические нейроны используют опиоидные белки или субстанцию P в качестве комедиаторов.